# Berliner Straße (Berlins tunnelbana)
Berliner Strasse är en tunnelbanestation som ingår i Berlins tunnelbanenät i Tyskland och som ligger under Bundesallee i västra Berlin. Stationen trafikeras av linje U7 och U9 och invigdes 1971. Berliner Strasse station utformades av arkitekten Rainer G. Rümmler och har tre perronger, en för linje U7 och två för linje U9.

## Bilder

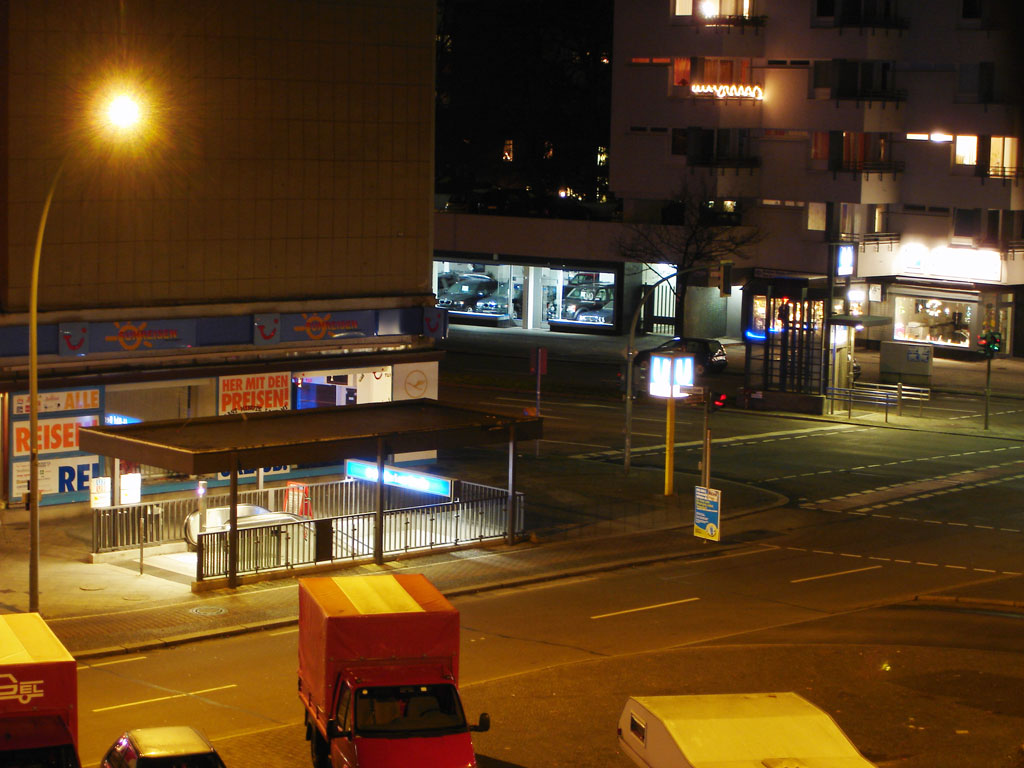
En av entréerna
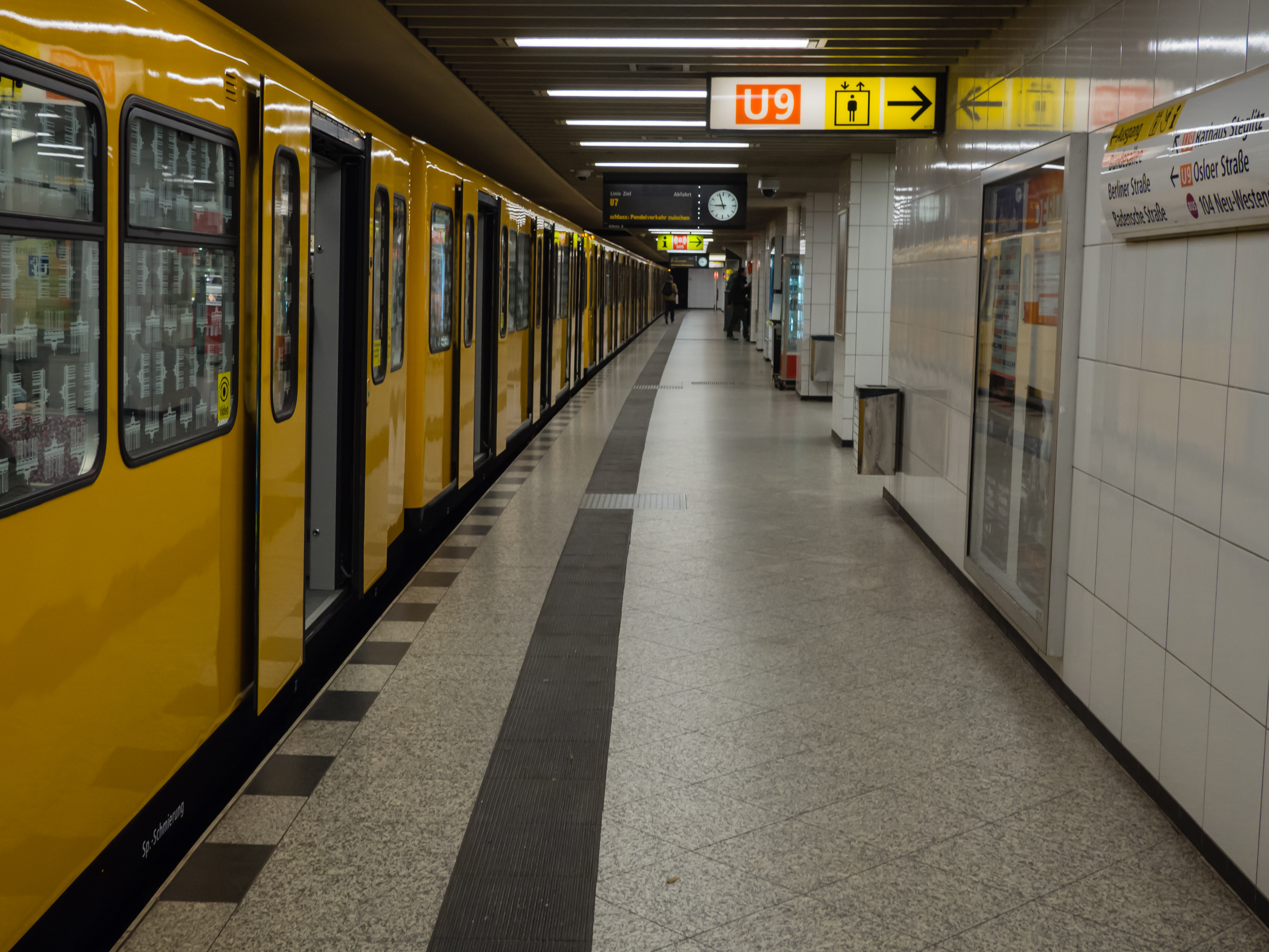
Perrong på linje
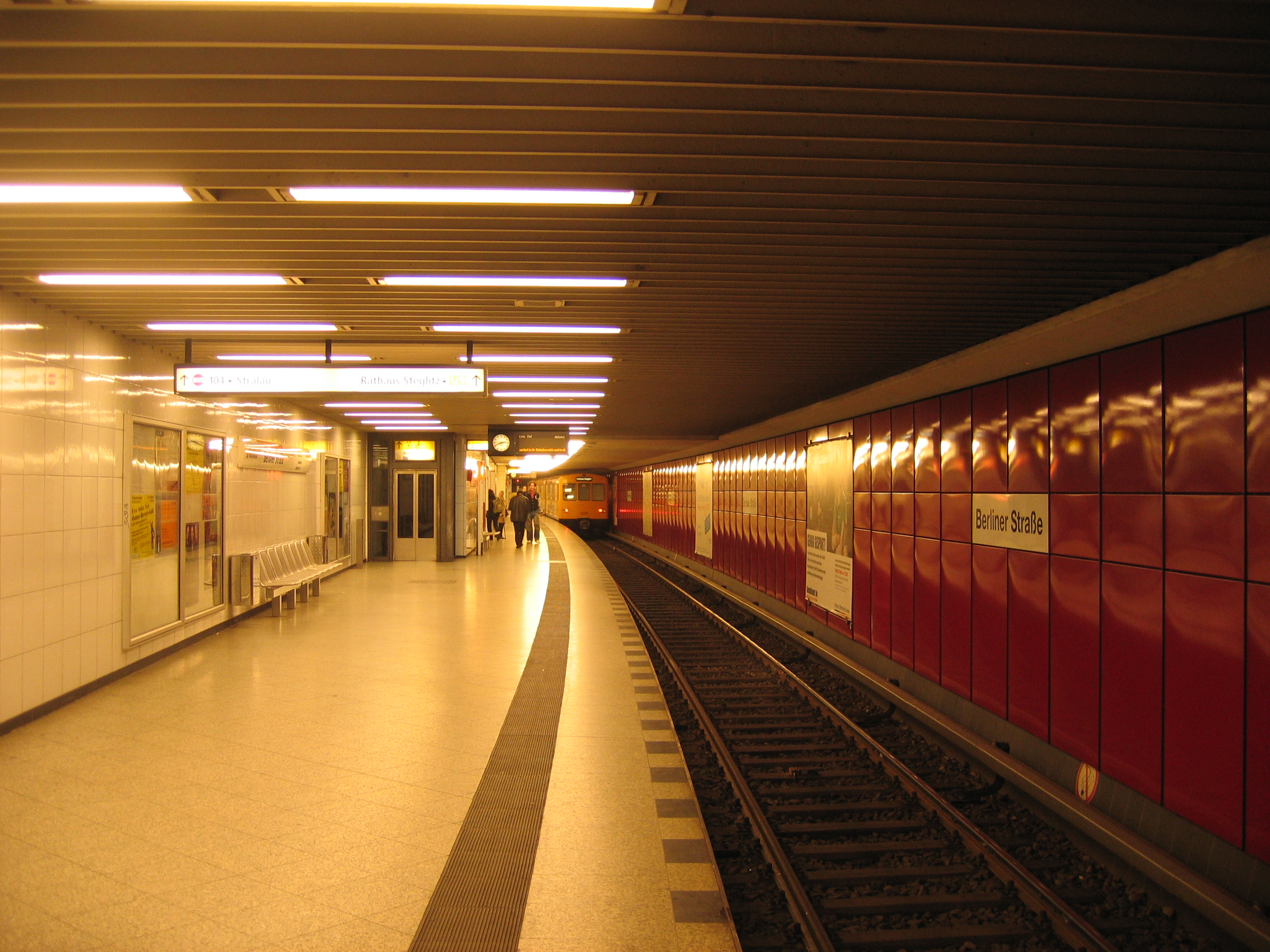
Perrong på linje